# شهرستان آنشیانگ
شهرستان آنشیانگ (به لاتین: Anxiang County) یک منطقهٔ مسکونی در چین است که در چانگدی واقع شده‌است.